# Bundesverband Deutscher Bestatter
Der Bundesverband Deutscher Bestatter (BDB) ist der Branchenverband der Bestattungsunternehmen in Deutschland. Dem Verband sind Landesverbände und Landesinnungen angeschlossen. Über diese vertritt er laut eigenen Angaben ca. 80 % der deutschen Bestattungsunternehmen; das seien ca. 3200 Unternehmen. Außerdem sieht er sich als Interessenvertreter der deutschen Krematorien.

## Geschichte und Organisation
Der Verband wurde von deutschen Bestattern unter der Führung des Düsseldorfer Bestatters Theo Remmertz am 23. März 1948 gegründet.  Seit dem 27. Oktober 2022 ist Ralf Michal der Verbandspräsident. Die Ehrenpräsidentschaft hat Wolfgang Zocher inne. Generalsekretär ist Stephan Neuser.
Aus dem Verband sind  mehrere selbstständige Organisationen hervorgegangen, die verschiedene Aufgaben wahrnehmen.
- Kuratorium Deutsche Bestattungskultur e. V.: setzt sich in öffentlichen Veranstaltungen, Publikationen und Förderprojekten mit dem Wandel der Bestattungskultur auseinander.[2]
- Stiftung Deutsche Bestattungskultur: unterstützt Projekte in Forschung und Lehre aus den Bereichen der Sepulkralkultur – vom Umgang mit dem Tod in der Gesellschaft über die Bestattungskultur bis zur Trauerpsychologie.[3]
- Deutsche Bestattungsvorsorge Treuhand AG: ist eine Einrichtung des Berufsstandes zur treuhänderischen Verwaltung der für die dereinstige Bestattung eingezahlten Vorsorgegelder.[4]
- Fachverlag des deutschen Bestattungsgewerbes GmbH: er bietet Bücher aus dem Bereich die Bestattungs- und Trauerkultur, CDs zur Trauermusik, Plakate, Videos und Kondolenzartikel an. Zudem bringt der Verlag eine monatliche Fachzeitschrift für die Mitglieder des BDB unter dem Namen bestattungskultur heraus, in der sowohl Wirtschafts- und Rechtsfragen in der Bestattungsbranche als auch gesellschaftsrelevante Debatten zu Tod und Bestattung aufgegriffen werden.[5]
- Deutsches Institut für Thanatopraxie GmbH: für die Ausbildung zum Thanatopraktiker/zur Thanatopraktikerin ist derzeit das Deutsche Institut für Thanatopraxie GmbH, Düsseldorf, zuständig. Die Thanatopraxie umfasst sämtliche Tätigkeiten, die notwendig sind, um sowohl ästhetisch als auch hygienisch eine einwandfreie Aufbahrung eines Verstorbenen vornehmen zu können. Für Auslandsüberführungen ist häufig eine thanatopraktische Behandlung zwingend vorgeschrieben.[6]
- Theo-Remmertz-Akademie e.V.: ist Trägerin der überbetrieblichen Ausbildung (ÜLU) für den Ausbildungsberuf Bestattungsfachkraft im Bundesausbildungszentrum der Bestatter in Münnerstadt. Über die Ausbildung zur Bestattungsfachkraft bietet die Akademie eine Weiterbildungen zum Geprüften Bestatter und zum Bestattermeister an.[7]
- Kuratorium Deutsche Bestattungskultur GmbH: Das Kuratorium bietet in Kooperation mit der Nürnberger Versicherung AG eine Sterbegeldversicherung und Bestattungsvorsorge-Paket-Versicherungen an.[8]
- TransRep International GmbH: ist eine Service-Einrichtung für Bestatter und spezialisiert auf die Überführung Verstorbener auf dem Land- und Luftweg ins Ausland bzw. die Rückholung aus dem Ausland.[9]
- BEFA Messegesellschaft GmbH: organisiert internationale und regionale Bestattungsfachmessen, auf der Anbieter aus der Bestattungs-, Krematoriums- und Friedhofsbranche vertreten sind. Neben nationalen und internationalen Ausstellern,  die Technologien und Dienstleistungen aus ihren Geschäftsbereichen präsentieren, wird der Wandel in der Bestattungskultur in Podiumsdiskussionen aus politischer, kirchlicher und wissenschaftlicher Sicht beleuchtet.[10]